# Артамонов, Михаил Владимирович
Михаил Владимирович Артамонов (род. 20 июля 1997, Санкт-Петербург) — российский тхэквондист. Бронзовый призёр Олимпийских игр в Токио.

## Карьера
В тхэквондо пришёл в двенадцатилетнем возрасте.
В 2014 завоевал золото на чемпионате России по тхэквондо в категории до 54 кг.
В 2016 году завоевал бронзу на чемпионате Европы в категории до 54 кг.
В 2017 году стал вторым на чемпионате мира в категории до 58 кг. В упорном поединке со спортсменом из Южной Кореи Юн Чжо Чжеоном, Михаил уступил сопернику лишь один балл, проиграв со счетом 23:24.
Победитель Гран-При 2017 года. Победитель нескольких международных турниров, в том числе открытого чемпионата России 2017 года.
В конце сентября 2022 года в Нальчике, стал бронзовым призёром чемпионата России.
Тренеры: Данила Михайлович Югай и Илья Филиппович Пак.

## Личная жизнь
Является выпускником Университета имени Лесгафта.

## Награды
- Медаль ордена «За заслуги перед Отечеством» II степени (11 августа 2021 года) — за большой вклад в развитие отечественного спорта, высокие спортивные достижения, волю к победе, стойкость и целеустремленность, проявленные на Играх XXXII Олимпиады 2020 года в городе Токио (Япония)[5].
- Медаль «За укрепление боевого содружества» (14 августа 2021)[6][7]
- почетный знак «Лучший в спорте Санкт‑Петербурга»[8]